# بخش ارواژان
بخش ارواژان یکی از بخشهای کانتون برن  در کشور سوئیس است.